# تشيميزي مباه
تشيميزي مباه (بالإنجليزية: Chimezie Mbah)‏ هو لاعب كرة قدم نيجيري في مركز الدفاع، ولد في 10 نوفمبر 1992 في نيجيريا. شارك مع منتخب نيجيريا تحت 20 سنة لكرة القدم. أما مع النوادي، فقد لعب مع فاسلاند بيفيرين ونادي زيرا وواري وولفز.

## وصلات خارجية
- تشيميزي مباه على موقع الاتحاد الدولي (مؤرشف)  (الإنجليزية)
- تشيميزي مباه على موقع قاعدة بيانات كرة القدم.إي يو (الإنجليزية)
- تشيميزي مباه على موقع Soccerway.com (الإنجليزية)